# شام آخر (فیلم ۲۰۰۳)
«شام آخر» (انگلیسی: The Last Supper (2003 film)) یک فیلم است که در سال ۲۰۰۳ منتشر شد.